# لابین
لابین (به کرواتی: Labin) شهری در ایستریا کشور Croatia است که جمعیت آن در سال ۲۰۱۱ میلادی ۱۱٬۵۷۰ نفر بوده‌است.